# فودونیکس
فودونیکس (نام علمی: Fodonyx) سرده‌ای منقرض‌شده از رده منقارخزنده‌سانان Rhynchosauria است که از میانه‌های دوره تریاس دوون در انگلستان می‌زیسته‌اند.
۲۵ نمونه از فسیل‌های کاونده‌پنجه‌ها کشف شده اما اخیراً یکی از این فسیل‌ها در سرده جدای خودش به نام بنتونیکس Bentonyx قرار گرفت.